# بيفل بافليوتشينكو
بيفل بافليوتشينكو (بالروسية: Павлюченко, Павел Сергеевич)‏ هو لاعب كرة قدم بيلاروسي في مركز حراسة المرمى، ولد في 1998 في موجيلوف في بيلاروس. شارك مع منتخب بيلاروسيا تحت 21 سنة لكرة القدم ومنتخب بيلاروس لكرة القدم. أما مع النوادي، فقد لعب مع دينامو برست ونيتشيتشا.

## وصلات خارجية
- بيفل بافليوتشينكو على موقع الاتحاد الدولي (مؤرشف)  (الإنجليزية)
- بيفل بافليوتشينكو على موقع الاتحاد الأوربي (الإنجليزية)
- بيفل بافليوتشينكو على موقع قاعدة بيانات كرة القدم.إي يو (الإنجليزية)
- بيفل بافليوتشينكو على موقع ناشيونال فوتبول تيمز (الإنجليزية)
- بيفل بافليوتشينكو على موقع Soccerway.com (الإنجليزية)